# مندورو الغربية
مندورو الغربية هي مقاطعة في الفلبين، تتبع ميماروبا، بلغ عدد سكانها 487414 نسمة، في 2015، عاصمتها Mamburao ‏، تبلغ مساحتها 5٬865٫71 كيلومتر مربع، رمزها البريدي هو 5100–5111.

## معرض صور

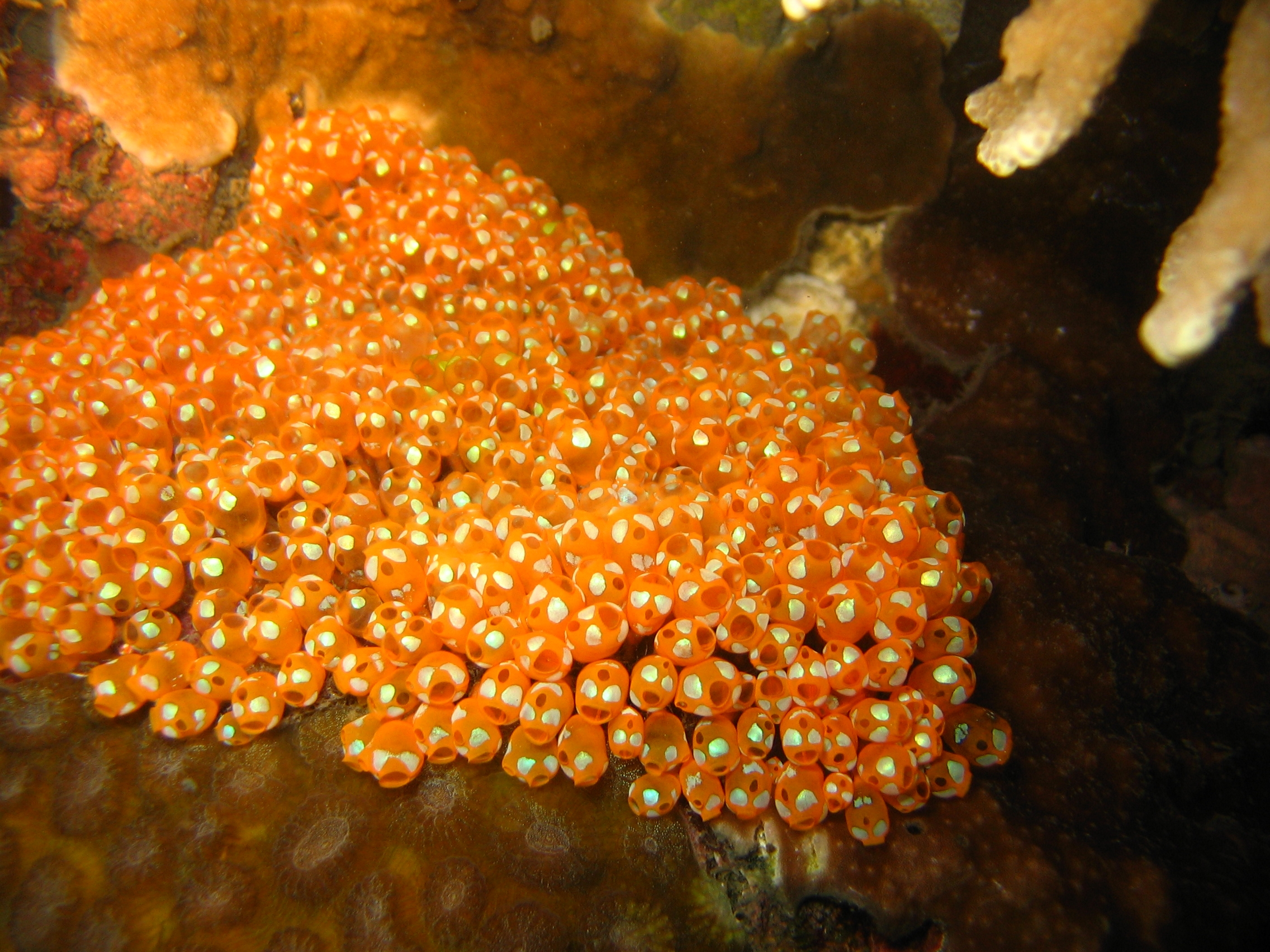
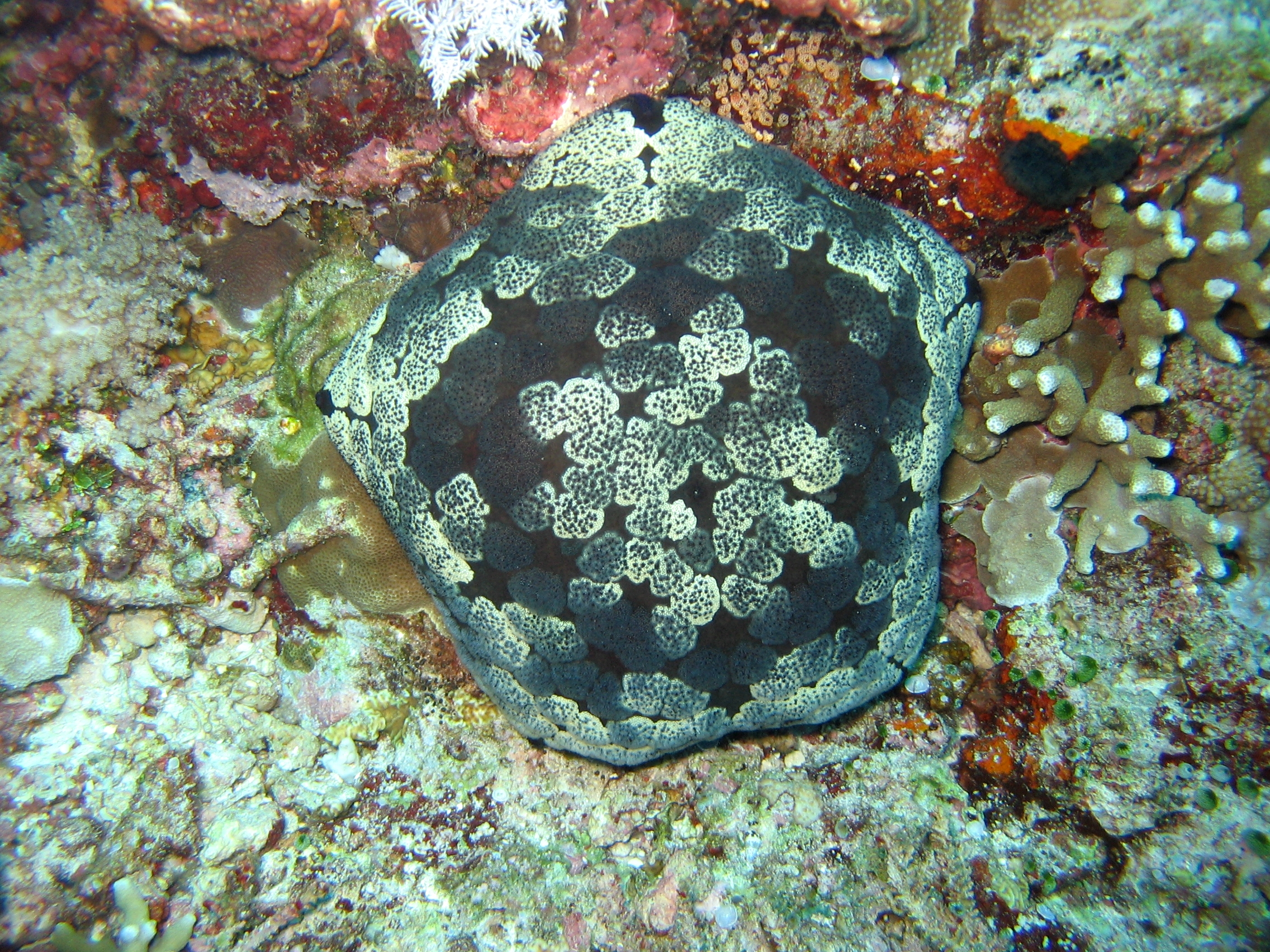
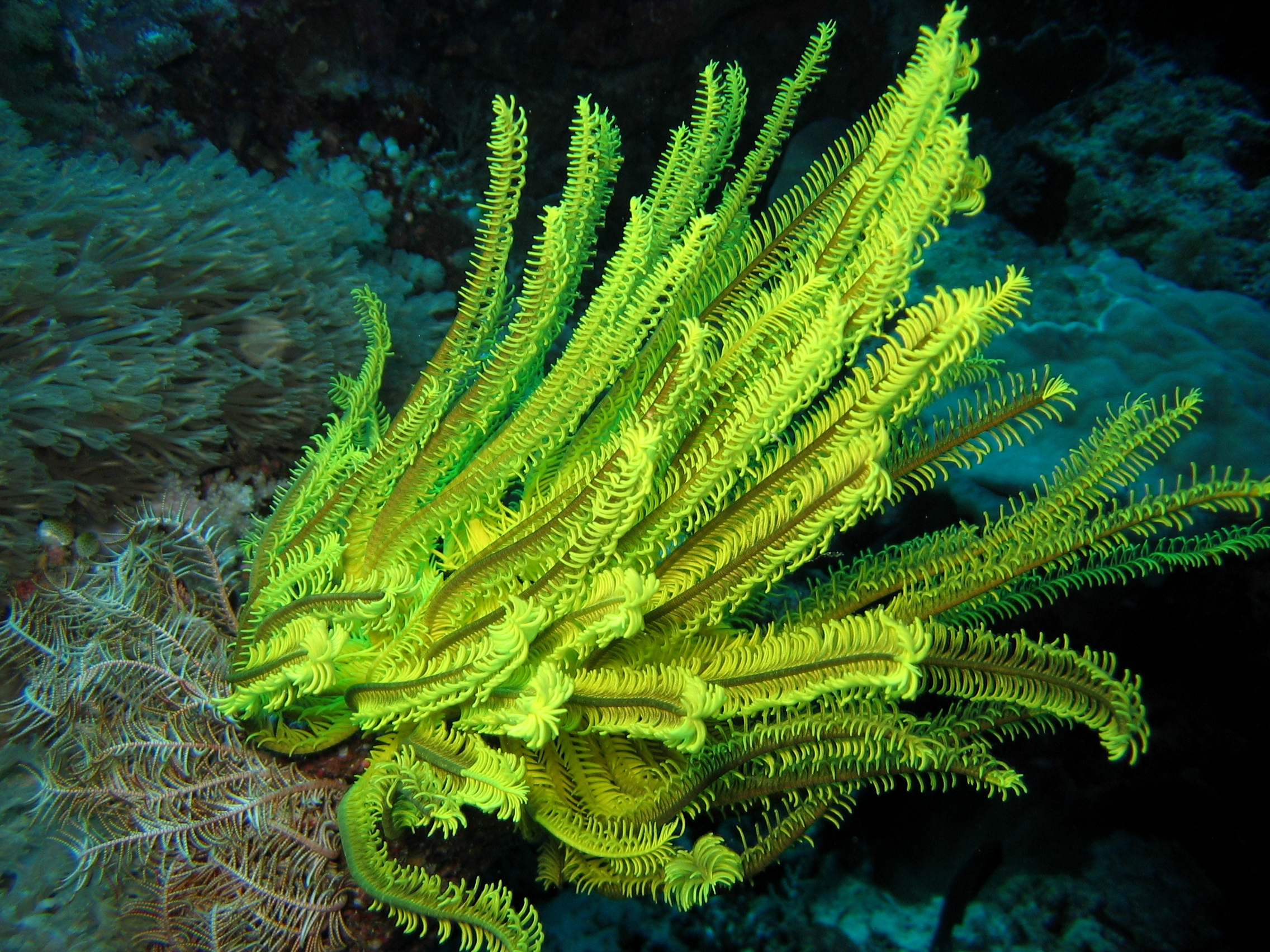
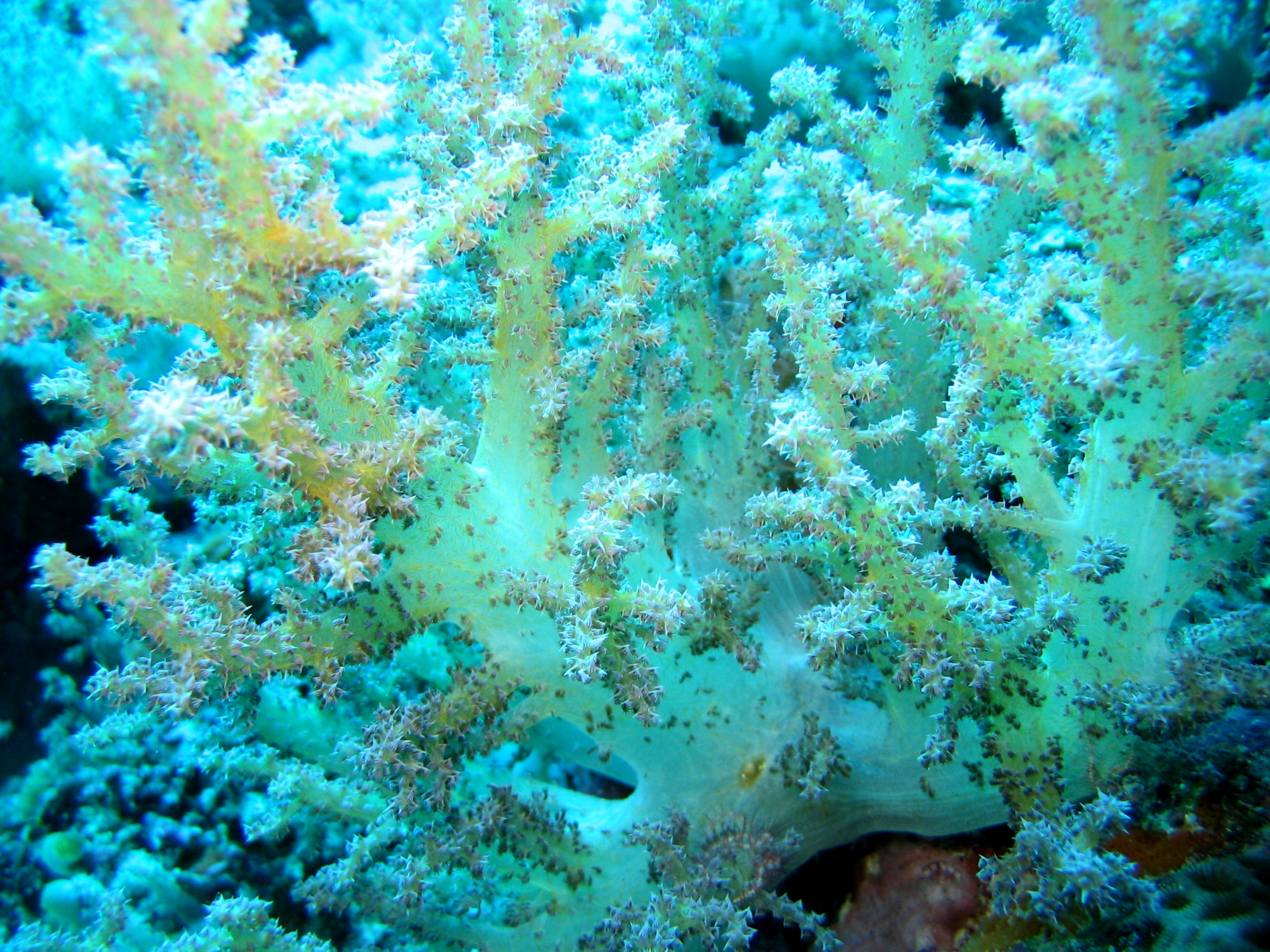
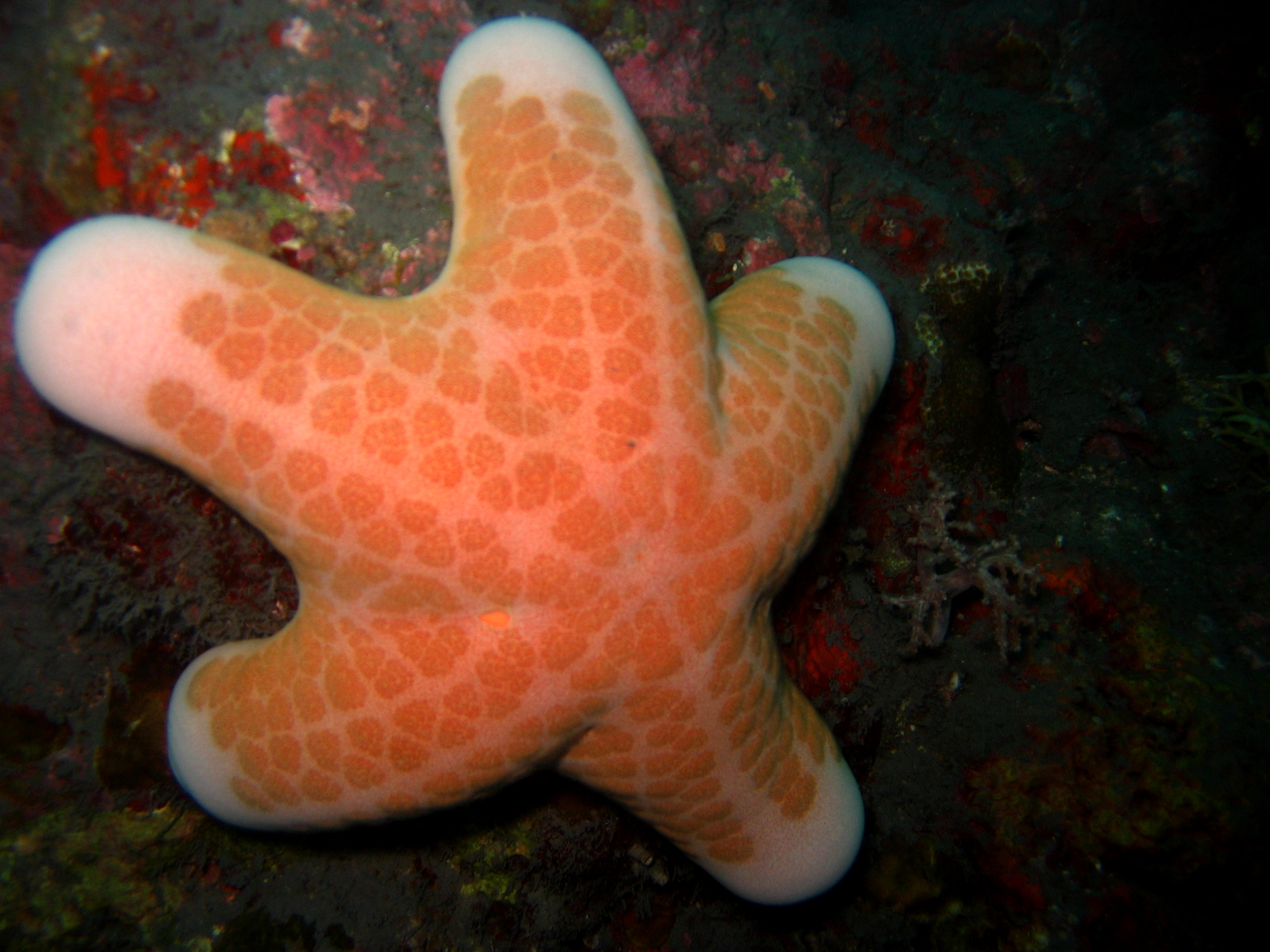
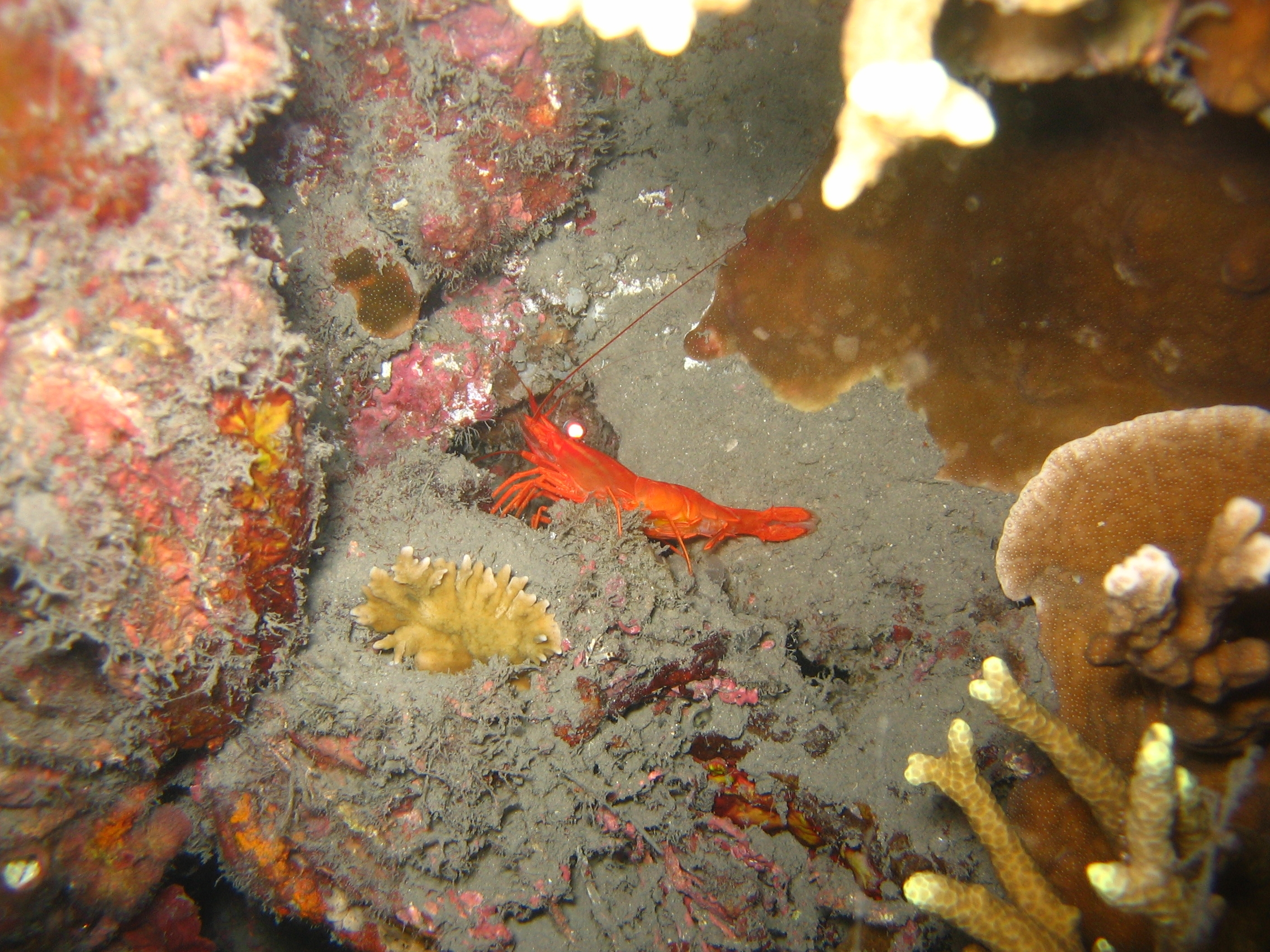

## الموقع
تشترك في الحدود مع:
- بالاوان
- مندورو الشرقية.

## التقسيمات الإدارية
- Abra de Ilog [الإنجليزية]‏[4]
- Calintaan [الإنجليزية]‏[4]
- Looc, Occidental Mindoro [الإنجليزية]‏[4]
- Lubang, Occidental Mindoro [الإنجليزية]‏[4]
- Magsaysay, Occidental Mindoro [الإنجليزية]‏[4]
- Mamburao [الإنجليزية]‏[4]
- Paluan [الإنجليزية]‏[4]
- Rizal, Occidental Mindoro [الإنجليزية]‏[4]
- Sablayan [الإنجليزية]‏[4]
- San Jose, Occidental Mindoro [الإنجليزية]‏[4]
- Santa Cruz, Occidental Mindoro [الإنجليزية]‏.[4]